# Towarzystwo Śpiewu „Halka” w Bydgoszczy
Towarzystwo Śpiewu „Halka” – najstarszy polski chór męski w Bydgoszczy, jeden ze starszych, istniejących do dzisiaj chórów amatorskich w kraju.

## Charakterystyka
Chór przez cały czas swojego istnienia związany jest ze środowiskiem bydgoskiego rzemiosła. Należy do Polskiego Związku Chórów i Orkiestr. Repertuar zespołu stanowi głównie muzyka polska od renesansu do czasów współczesnych.

## Historia

### Okres zaboru pruskiego
Towarzystwo Śpiewu „Halka” powstało 3 marca 1883 r. Jego założycielami była kilkunastoosobowa grupa polskich bydgoszczan z Teofilem Magdzińskim, Stanisławem Witeckim, Bolesławem Dworakowskim i Julianem Prejsem na czele, którym bliska sercu była sprawa obrony kultury i języka polskiego przed nasilającą się germanizacją. Wywodzili się w większości z sekcji śpiewu istniejącej od 1872 roku przy Towarzystwie Przemysłowym Teofila Magdzińskiego. Pierwszym prezesem Towarzystwa został Hieronim Rogaliński (1883-1884), a kolejnym – Franciszek Witecki (1884-1889, 1891-1911)
Zamysł stworzenia towarzystwa śpiewaczego służącego sprawie narodowej realizowano we współpracy z Towarzystwem Gimnastycznym „Sokół”, Domem Polskim (od 1907), gimnazjum polskim oraz polskimi dziennikarzami. Budżet Towarzystwa opierał się na składkach członkowskich i dobrowolnych datkach mieszkańców Bydgoszczy. Dyrygentem chóru został życzliwy Polakom Niemiec – Franciszek Scharlauck.
Najszerszą działalność rozwinął chór w latach 1884-1911, kiedy to urząd prezesa sprawował Franciszek Witecki. Urządzono wówczas w Bydgoszczy kilka zjazdów śpiewaczych, z których pierwszy, w 1885 roku przeszedł do historii śpiewactwa polskiego. Podjęto wówczas pomysł założenia związku łączącego wszystkie chóry polskie w Prowincji Poznańskiej, koordynującego ich działalność oraz reprezentującego przed władzami administracyjnymi (Wielkopolski Związek Śpiewaczy, 1892 r.)
W całym Księstwie Poznańskim „Halka” dała się poznać, zarówno ze względu na swe wysokie walory artystyczne, jak i w zakresie kształtowania patriotyzmu wśród rodaków. Misją chóru, jaką założyli jego założyciele było pielęgnowanie polskiej pieśni narodowej i ludowej. W latach 1886–1893 chór liczył od 70 do 90 członków, organizował liczne koncerty w Bydgoszczy, a także w okolicznych miastach i miasteczkach. Gdy otwarto w Bydgoszczy Dom Polski (1909), stał się on do 1922 r. nie tylko siedzibą „Halki”, ale i miejscem licznych patriotycznych imprez z udziałem chóru.
W okresie zaboru „Halka” była nie tylko zespołem, który organizował koncerty wokalne. Spełniała również rolę placówki kulturalno-oświatowej, propagującej polską historię i kulturę. Po lekcjach śpiewu organizowano odczyty i pogadanki. Stworzono przy Towarzystwie sekcję teatralną, która przygotowywała przedstawienia o treści patriotycznej. Zachęcano członków do czytania i prenumerowania prasy polskiej, uczono młodzież tańców ludowych. „Halka” była pionierem zbudowania podstaw organizacyjnych i artystycznych amatorskiego ruchu śpiewaczego w Wielkopolsce i na Pomorzu.

### Dwudziestolecie międzywojenne
W okresie II Rzeczypospolitej chór prowadził nieskrępowaną, aktywną działalność. Liczba członków wzrosła do 140. 20 stycznia 1920 r. wraz z innymi chórami pod dyrekcją Franciszka Masłowskiego, dyrygenta „Halki”, powitał Wojsko Polskie wkraczające do Bydgoszczy pieśnią Feliksa Nowowiejskiego „Do broni”.
W dwudziestoleciu międzywojennym „Halka” znalazła się w dziesiątce najlepszych chórów w kraju. Oprócz organizowania koncertów, zespół brał udział w krajowych i regionalnych zjazdach i konkursach (1922 – Warszawa, 1924 – Poznań). Uczestniczył też w realizacji przedstawień operowych w Teatrze Miejskim („Halka” i „Straszny dwór” S. Moniuszki 1921, 1925). Dwukrotnie chórem dyrygował Feliks Nowowiejski (1921,1927), a także kompozytor i dyrygent warszawskiego chóru „Lutnia” Piotr Muszyński (1921).
W 1933 r. Towarzystwo Śpiewu „Halka” obchodziło 50-lecie działalności. Z tej okazji odbył się zjazd śpiewaczy, którego otwarcia na Starym Rynku dokonał Prezydent Miasta Bydgoszczy – Leon Barciszewski. Za osiągnięcia artystyczne i działalność społeczno-patriotyczną, „Halka” otrzymała w 1936 r. Złotą Odznakę Honorową, przyznaną przez Zarząd Główny Zjednoczenia Polskich Zespołów Śpiewaczych i Muzycznych w Warszawie.

### Okres powojenny
W marcu 1945 roku chór wznowił swą działalność i już w 1946 r. wziął udział w Zjeździe Śpiewaczym z okazji 600-lecia założenia miasta Bydgoszczy. Jednak okres 1946-1983 nie był zbyt owocny dla chóru. W latach 50. władze administracyjne bezpośrednio ingerowały w program pracy i repertuar, zaś na przełomie lat 70. i 80. XX wieku istniała możliwość jego rozwiązania. 100-lecie działalności chór obchodził w 1983 roku w gmachu Filharmonii Pomorskiej i od tego czasu notuje się ożywienie jego działalności